# Nordisk Afrikainstitut
Nordisk Afrikainstitut (på svensk Nordiska Afrikainstitutet), forkortet NAI, er et center for samfundsvidenskabelig forskning om Afrika, administreret som en svensk myndighed, placeret i Uppsala, og finansieret i fællesskab af Finland, Island og Sverige. Indtil 2015 bidrog også Norge økonomisk og som samarbejdspart, og før 2013 gjorde Danmark det samme.
Gennem årene har mange danske forskere været knyttet til NAI.

## Historie
Instituttet blev etableret i 1962 som et nordisk center dedikeret til forskning, dokumentation og information om Afrika. Dets formål omfatter styrkelse af samarbejdet mellem afrikanske og nordiske forskere samt formidling af forskningsbaseret viden om Afrika til beslutningstagere, medier og andre interessenter. NAI råder over et bibliotek, der hovedsageligt fokuserer på samfundsvidenskabelig litteratur om det moderne Afrika og henvender sig primært til brugere i Norden. Ud over at drive egen forskning støtter NAI også gæsteforskere, især fra universiteter i både Afrika og Norden.